# Player's Canadian Open 1988
Player's International Canadian Open 1988 — тенісний турнір, що проходив на відкритих кортах з твердим покриттям. Чоловічий турнір відбувсь у National Tennis Centre у Торонто (Канада) в рамках Nabisco Grand Prix 1988, жіночий - на du Maurier Stadium у Монреалі (Канада). Належав до турнірів 2-ї категорії в рамках Туру WTA 1988. Чоловічий турнір тривав з 8 до 14 серпня 1988 року, жіночий - з 15 серпня до 21 серпня 1988 року.

## Фінальна частина

### Одиночний розряд, чоловіки
Іван Лендл —  Кевін Каррен 7–6, 6–2
- Для Лендла це був 3-й титул за сезон і 79-й - за кар'єру.

### Одиночний розряд, жінки
Габріела Сабатіні —  Наташа Звєрєва 6–1, 6–2
- Для Сабатіні це був 5-й титул за сезон і 17-й — за кар'єру.

### Парний розряд, чоловіки
Кен Флек /  Роберт Сегусо —  Ендрю Кастл /  Тім Вілкінсон 7–6(7–3), 6–3
- Для Флека це був 3-й титул за сезон і 22-й - за кар'єру. Для Сегусо це був 3-й титул за сезон і 22-й - за кар'єру.

### Парний розряд, жінки
Яна Новотна /  Гелена Сукова —  Зіна Гаррісон /  Пем Шрайвер 7–6, 7–6
- Для Новотної це був 5-й титул за сезон і 9-й — за кар'єру. Для Сукової це був 3-й титул за сезон і 31-й — за кар'єру.